# Death by Degrees
Death by Degrees est un jeu vidéo d'action-aventure de Namco. Conçu originellement comme un épisode dérivé de la série de jeux vidéo de combat Tekken, le jeu est sorti sur PlayStation 2 en 2005.

## Scénario
Nina Williams, assassin de renommée mondiale, est engagé par la CIA et le MI6 pour rejoindre une équipe chargée d'infiltrer « Kometa », une organisation criminelle ; une vidéo mise en ligne sur Internet a montré un navire de Kometa explosant dans le Triangle des Bermudes, et les gouvernements craignent que les criminels ne mettent au point une nouvelle arme avec les ressources de l'Union Soviétique tombée. Le plan de l'équipe pour rejoindre l'organisation passe par un tournoi de combat se déroulant sur un navire de croisière de Kometa, l'« Amphitrite ». Nina est donc sous couverture comme participante au tournoi, mais elle est aussi la « balayeuse » : si ses partenaires échouent, c'est elle qui devra terminer la mission. Nina entre donc en compétition, mais est vite démasquée et capturée. Elle apprend peu après l'échec de son équipe et la mort d'un des agents nommé John Doe (tué par Edgar Grant, un employé de Kometa), ainsi, elle doit diriger la mission et l'achever.
Nina doit se faire un chemin à travers les forces de Kometa en les combattant et révéler la vérité sur ses activités criminelles. À mesure qu'elle avance, Nina affronte différents cadres supérieurs de Kometa, à commencer par le garde du corps personnel et amant de Lana Lei, Bryce. Elle doit ensuite photographier une réunion des administrateurs, avec l'aide de l'agent du MI6 Alan Smithee.
Nina s'échappe de justesse du bateau de croisière et est emmenée dans un centre de recherche de l'île Kometa. Là, elle rencontre Lukas Hayes, un scientifique qui l'informe du plan de Kometa : utiliser les satellites pour chauffer et provoquer la réaction de l'hydrate de méthane au fond des océans, ce qui provoquera l'apparition de bulles de gaz à la surface, entrainant la perte de flottabilité des bateaux. L'arme a donc le pouvoir de détruire des véhicules navals de loin, les faire couler par le fond. Le plan de Hayes était de trouver une source d'énergie alternative aux combustibles fossiles, mais ses recherches l'ont amené à mener une guerre pour en venir au projet Salacia, la mystérieuse opération dont la CIA et le MI6 ont entendu parler. Nina se rend compte qu'elle doit arrêter le projet, et affronte aussitôt le no 2 de Kometa, Enrique Ortega. Cependant, il est rejoint par Anna Williams (sœur de Nina), engagée avec les Tekken Force comme gardes du corps. Après avoir brièvement engagé le combat avec Anna, Nina continue sa mission et parvient à tuer Enrique. Lukas Hayes est également tué quand Lana Lei arrive et récupère une mallette contenant le dispositif contrôlant les satellites de Salacia. Avec l'aide d'Alan, Nina s'échappe de la base par hélicoptère, pourchassant Lana Lei vers le bateau de croisière.
Pour la seconde fois, Nina doit se frayer un chemin à travers le bateau de Kometa, mais cette fois contre des soldats cyborgs avancés, un autre projet d'armes de Lei. Après avoir récupéré les clés de ses quartiers, Nina découvre Salacia et affronte Lana. Après sa défaite, elles sont interrompues par Alan, qui se révèle être Edgar Grant de Kometa. Abattant Lana, il reconnaît qu'il est aussi un « balayeur », venu détruire toutes les preuves de son rôle dans l'affaire. Avant qu'il ne puisse tuer Nina, cependant, Lana l'abat et s'échappe à une chambre secrète. Là, Nina assiste à la mise en marche de Salacia, en ciblant les poches d'hydrate de méthane tout autour de la côte des États-Unis. Nina met à terre Lana, avant qu'elle ne puisse continuer avec son projet insensé, et se dirige vers une capsule de sauvetage alors que le bateau est passé en mode d'auto-destruction. Mais la capsule explose, et Nina atterrit sur le bord du navire. Comme un hélicoptère de sauvetage vient pour elle, elle est assommée par nulle autre qu'Anna Williams. Les deux sœurs s'affrontent alors que le navire est proche de la destruction, et les deux font une chute mortelle. Les deux sœurs doivent donc travailler ensemble à contrecœur pour s'échapper et saisir le cordage de l'hélicoptère, alors que Nina a un flash-back sur les événements précédant le décès de son père, en particulier les instants qui ont suivi lorsque les deux sœurs se réconfortaient l'une l'autre. Anna laisse Nina tomber dans l'océan après avoir dit qu'elles sont maintenant quittes. Nina voit des bateaux de sauvetage approcher vers elle, le navire Kometa explose et fait naufrage, tandis qu'Anna quitte l'hélicoptère.

## Système de jeu
Le jeu se contrôle entièrement avec les sticks analogiques. Le stick analogique gauche est sensible au toucher ; selon la force du mouvement, en tapant ou en appuyant en même temps sur d'autres touches, Nina peut marcher, courir ou fuir. Le stick analogique droit est utilisé pour les mouvements offensifs.
La caractéristique la plus remarquable du jeu est la capacité de permettre à Nina de se servir de ses compétences en arts martiaux pour briser les os de ses ennemis grâce à des attaques ciblées. Ces attaques font plus de dégâts à l'ennemi et montrent au joueur les dommages infligés au squelette de l'adversaire. Cette compétence ne semble cependant pas affecter particulièrement les ennemis, qui peuvent continuer à utiliser des membres brisés, ainsi que survivre à des coups à la tête qui ont provoqué l'explosion du crâne, sans même perdre conscience.
Une fois le jeu terminé, le « mode Anna » est débloqué, offrant au joueur la possibilité de jouer la petite sœur de Nina, Anna. Des tenues différentes peuvent être débloquées dans le jeu, dont un bikini, une robe de cocktail, une combinaison violette ou une combinaison furtive noir et argent.
Jouer le jeu une seconde fois permet l'apparition de caisses de télévision LCD au long du jeu pour contenir des munitions infinies pour certaines armes, comme un katana infini et un rail-gun infini. Après avoir terminé le jeu deux fois, le costume de catch comme on le voit dans la vidéo de présentation est également déverrouillé. Une troisième partie finie déverrouille en outre la tenue « Tekken 2 Nina », qui, au lieu d'un costume est en fait une construction différente du visage et du corps, exactement comme elle apparaît dans le titre Tekken en basse résolution.

## Accueil
Death by Degrees a reçu des critiques mitigées. Si la qualité des cinématiques et le scénario ont été bien accueillis, la faible maniabilité, les angles de caméra peu évidents, les longs temps de chargement ont souvent été pointés du doigt.
Selon VG Chartz, 100 000 exemplaires du jeu se sont vendus dans le monde, dont près de la moitié en Amérique du Nord.